# Grotte de Szemlő-hegy
La grotte de Szemlő-hegy (en hongrois : Szemlő-hegyi-barlang), connue également sous les noms de grotte de stalactites de Zöldmál (Zöldmáli cseppkőbarlang), grotte Kadić (Kadić-barlang) ou grotte Rothermere (Rothermere-barlang), constitue une réserve naturelle d'intérêt local, située à Budapest, dans le 2e arrondissement. On y trouve une source d'eau thermale. 